# Abraham Sutzkever
Abraham Sutzkever (Smorgon, 15 luglio 1913 – Tel Aviv, 20 gennaio 2010) è stato uno scrittore e poeta israeliano, superstite dell'Olocausto.
È stato considerato il più grande poeta dell'Olocausto dal The New York Times.

## Biografia
Abraham (Avrom) Sutzkever nacque il 15 luglio 1913 a Smorgon, Impero russo, ora Smarhon, Bielorussia. Durante la prima guerra mondiale, la sua famiglia fuggì verso est dall'invasione tedesca e si stabilì a Omsk, in Siberia, dove il padre, Hertz Sutzkever, morì. Tre anni dopo la fine della guerra, la madre, Rayne (nata Fainberg), trasferì la famiglia a Vilna, dove Abraham Sutzkever frequentò lo heder durante l'infanzia e poi l'università di Vilna, presso la quale studiò critica letteraria. Nel 1930, si unì al movimento scout ebraico Bee. Si sposò con Freydke nel 1939, un giorno prima dell'inizio della seconda guerra mondiale. Nel 1941, lui e la moglie vennero inviati al ghetto di Vilnius, dove guidò la cosiddetta Brigata di Carta. I nazisti volevano, infatti, che gli fossero consegnati importanti manoscritti ebraici e opere d'arte da esporre in un Istituto per lo Studio della questione ebraica, con sede a Francoforte, ma Sutzkever e alcuni suoi amici riuscirono a nascondere un diario di Theodor Herzl, alcuni disegni di Marc Chagall e altre opere preziose dietro i muri del ghetto, salvandole dalle mani degli occupanti. La madre e il figlio appena nato furono assassinati dai nazisti. Il 12 settembre 1943, Abraham Sutzkever e sua moglie fuggirono nelle foreste circostanti ed egli, insieme al collega e poeta yiddish Shmerke Kaczerginski, combatté le forze di occupazione come partigiano. Sutzkever si unì a un gruppo ebraico sotto il comando di Moshe Judka Rudnitski e prese parte a diverse missioni prima di essere portato in Unione Sovietica. Nel luglio del 1943 diede a un compagno partigiano un quaderno di poesie, che raggiunse il Comitato antifascista ebraico di Mosca. Così nel marzo 1944 un piccolo aereo venne inviato alle foreste di Vilna con il compito di portare Sutzkever e la moglie in Russia.
Nel febbraio del 1946, fu chiamato come testimone al processo di Norimberga contro Franz Murer, l'assassino di sua madre e del figlio. Dopo un breve soggiorno in Polonia e a Parigi, emigrò in Palestina (allora Mandato britannico di Palestina), arrivando a Tel Aviv nel 1947.
Sutzkever ha due figlie, Mira e Rina. È morto il 20 gennaio 2010 a Tel Aviv, all'età di 96 anni.

## Carriera letteraria

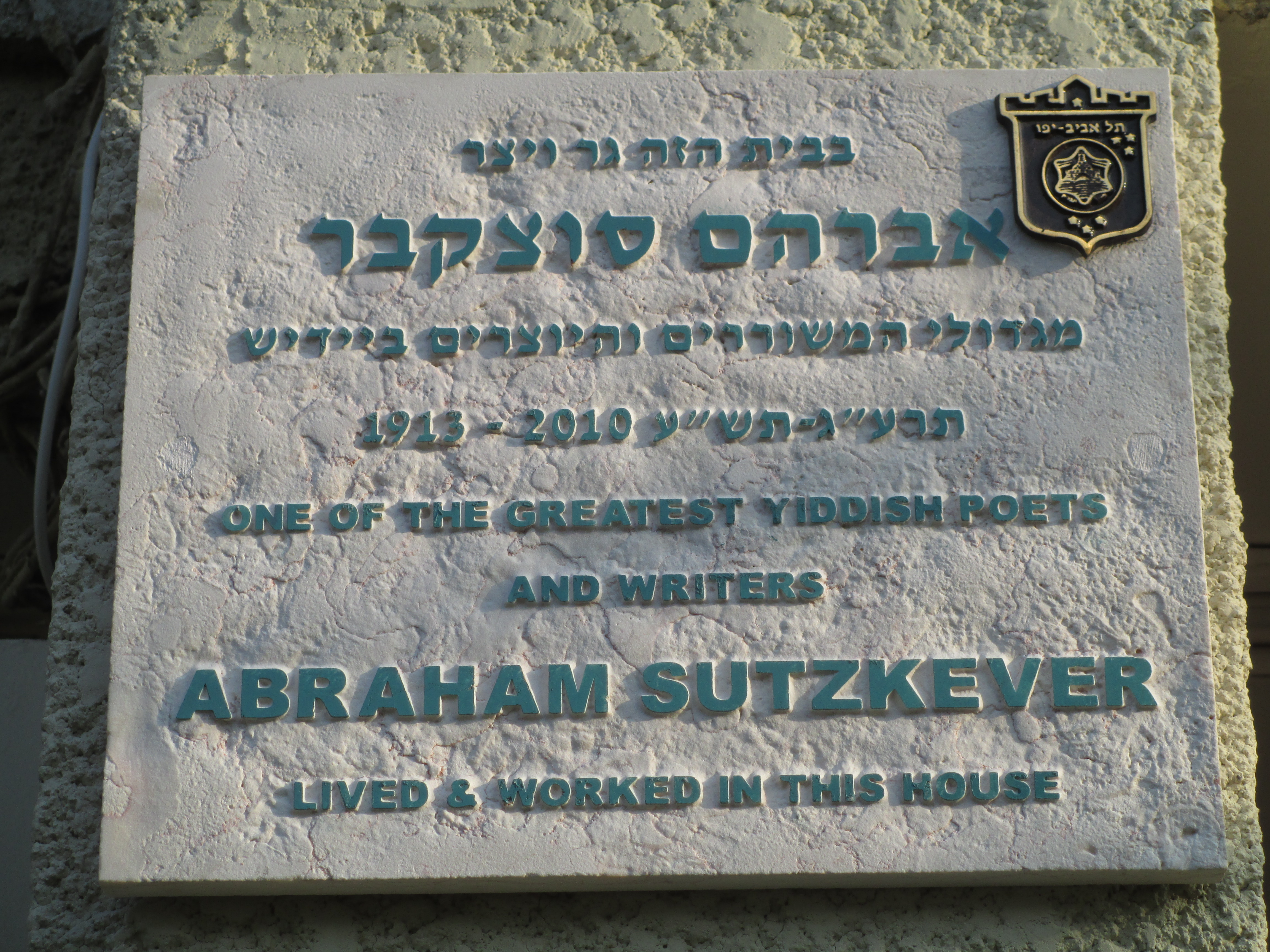
Placca commemorativa posta a Tel Aviv in onore del poeta Abraham Sutzkever

Sutzkever iniziò a scrivere poesie fin dalla tenera età, inizialmente in ebraico. Pubblicò la sua prima poesia su Bin, la rivista scout ebraica. Sutzkever negli anni '30 era tra gli scrittori e artisti del gruppo Yung Vilne, nonostante il poeta, piuttosto che assecondarne gli argomenti di natura modernista, preferisse celebrare la natura e la bellezza. Nel 1937, pubblicò il suo primo volume di poesie in lingua yiddish, Lider, che ricevette elogi da parte della critica per l'immaginario innovativo e il linguaggio.
Il secondo libro di Sutzkever di poesia, Valdiks, fu pubblicato nel 1940. A Mosca scrisse Fun Vilner geto, un resoconto delle sue esperienze nel ghetto di Vilna e cominciò la scrittura de Geheymshtot, un poema epico che come protagonisti ha dieci ebrei (il quorum ebraico per poter pregare in comunità) che si nascondono nelle fogne di Vilna.
Sutzkever fonda il trimestrale letterario Di goldene keyt (La catena d'oro), rimanendone l'editore fino alla chiusura dello stesso. Paul Glasser dell'Istituto YIVO per la ricerca ebraica di New York lo definisce il poeta ebreo più importante del mondo del dopoguerra. Diventa un sostenitore pubblico dello yiddish, incoraggiando le comunità ebraiche di tutto il mondo a non lasciar morire la lingua giudaica.
Nel 1970 Sutzkever scrisse la divertente serie Lider togbukh, considerato il suo capolavoro. Il tema che attraversa gran parte del suo lavoro è che i paesaggi e le società distrutte possono rinascere, e gli ebrei assassinati del ghetto vivono nei ricordi dei sopravvissuti.
La poesia di Sutzkever è stata tradotta in ebraico da Nathan Alterman, Avraham Shlonsky e Leah Goldberg. Nel 1930, il suo lavoro è stato tradotto in russo da Boris Pasternak.

## Premi e riconoscimenti
Nel 1985 è stato assegnato a Sutzkever il premio israeliano per la letteratura yiddish. Le poesie di Sutzkever sono state tradotte in 30 lingue.

## Curiosità
(Luis Sepúlveda, Le rose di Atacama, 2000)
A Sutzkever sono dedicate alcune pagine nel libro Le rose di Atacama di Luis Sepúlveda, nelle quali l'autore narra brevemente la vita del poeta e dichiara di portare sempre con sé un volume di sue poesie nella traduzione spagnola.